# 平卧怒江杜鹃
平卧怒江杜鹃（学名：Rhododendron saluenense var. prostratum）为杜鹃花科杜鹃花属下的一个变种。

## 扩展阅读
- 維基物種上的相關：平卧怒江杜鹃